# 化学分解
化学分解（かがくぶんかい、Chemical decomposition）は、化合物が2種以上の簡単な物質に変化する化学反応である。単に分解〈ぶんかい、decomposition〉という場合も多い。反応様式で分解の逆の構成となる化学反応は化学合成（化合）または合成と呼ばれる。
具体的には高温による熱分解や、光や放射線による光分解や放射線分解が代表的な分解である。
水の例を以下に示す。水は、電気分解によって水素分子と酸素分子に分解することができる。
```
2H
2
O → 2H
2
 + O
2
```

過酸化水素は放置すると水と酸素に分解する。
```
2H
2
O
2
 → 2H
2
O + O
2
```

反応様式で分解と逆反応とが可逆的に起こる状態は解離と呼ばれる。また、化合物が順次低分子量の物質に順次分解してゆく過程は日本語では減成〈げんせい、decomposition〉と呼ばれる。